# Künzing
Künzing è un comune tedesco di 3 228 abitanti, situato nel land della Baviera.

## Storia
Fu insediamento militare romano di un'unità ausiliaria (a partire dalla metà del I secolo sotto la dinastia giulio-claudia), chiamato Quintana. Negli anni 242-243 potrebbero esserci stati nuovi sfondamenti del Limes germanico-retico ad opera degli Alemanni, come risulterebbe da alcuni ritrovamenti archeologici nei pressi del forte.